# 2156 Kate
2156 Kate је астероид главног астероидног појаса са средњом удаљеношћу од Сунца која износи 2,242 астрономских јединица (АЈ).
Апсолутна магнитуда астероида је 12,69.